# Фредериксбург (округ Крофорд, Пенсилванија)
Фредериксбург (енгл. Fredericksburg, Crawford County) насељено је место без административног статуса у америчкој савезној држави Пенсилванија.

## Демографија
По попису из 2010. године број становника је 733, што је 407 (-35,7%) становника мање него 2000. године.
| Група             | 2000.         | 2010.       |
| Белци             | 1.099 (96,4%) | 702 (95,8%) |
| Афроамериканци    | 23 (2,0%)     | 11 (1,5%)   |
| Азијати           | 4 (0,4%)      | 2 (0,3%)    |
| Хиспаноамериканци | 3 (0,3%)      | 10 (1,4%)   |
| Укупно            | 1.140         | 733         |